# Lípa u Mrtole

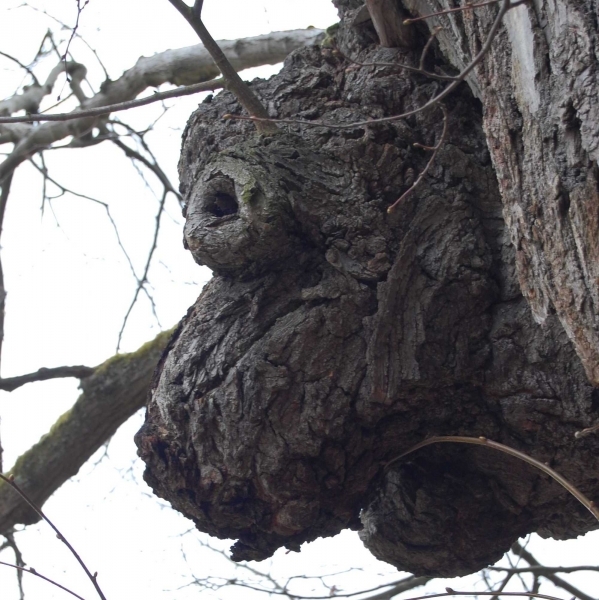
Nezvyklý tvar beraní hlavy na kmeni lípy.

Lípa u Mrtole (popř. Lípa Na Mrtoli) je památný strom u vsi Snopoušovy severovýchodně od Přeštic. Lípa malolistá (Tilia cordata) roste na okraji lesa při cestě ze Snopoušov do Netunic v nadmořské výšce 430 m. K jejímu zasazení se váže pověst. Obvod kmene stromu měří 395 cm (měření 2002). Chráněna od roku 2002 pro svůj vzrůst a jako krajinná dominanta.